# Furfurilactobacillus
Furfurilactobacillus — рід молочнокислих бактерій родини Lactobacillaceae. Виділений у 2020 році з роду Lactobacillus. Містить 3 види, що є частиною нормальної мікрофлори кишкиа людини.

## Назва
Родова назва Furfurilactobacillus перекладається як «молочнокисла бактерія з висівок», оскільки бактерії беруть участь у ферментації злаків та ізольована з висівок.

## Види
- Furfurilactobacillus curtus (Asakawa et al. 2017)
- Furfurilactobacillus rossiae (Corsetti et al. 2005)
- Furfurilactobacillus siliginis (Aslam et al. 2006)